# Інститут прикладної математики і механіки НАН України
Інститу́т прикладно́ї матема́тики і меха́ніки НАН Украї́ни — науково-дослідний інститут Відділення математики НАН України, входить до складу Донецького наукового центру НАН України та МОН України.
Інститут створено та діє з метою проведення наукових досліджень, спрямованих на отримання та використання нових знань у галузі математики, механіки й кібернетики, доведення наукових і науково-технічних знань до стадії практичного використання, підготовки висококваліфікованих наукових кадрів, задоволення соціальних, економічних і культурних потреб та інноваційного розвитку України.
Інститут було засновано згідно з постановою Ради Міністрів УРСР від 21 травня 1965 року № 493 та постановою Президії АН УРСР від 8 липня 1965 року № 181 як Донецький обчислювальний центр. Постановою Президії АН УРСР від 15 травня 1970 року № 155 центр перейменовано в Інститут прикладної математики й механіки.
Засновником і першим директором Інституту (1965–1974 рр.) був академік АН УРСР, заслужений діяч науки і техніки України Іван Ілліч Данилюк.
У період 1974–1977 рр. Інститут очолював академік РАПН, професор, д-р техн. наук А. М. Богомолов.  
З 1977 р. по 2 лютого 2005 р. директором був академік НАН України Скрипник Ігор Володимирович. 
З 2005 р. по 2014 р. Інститут очолював академік НАН України Олександр Михайлович Ковальов.
У 2014 році згідно з розпорядженням Президії НАН України від 05.02.2015 № 56 Інститут було переміщено до м. Слов'янськ. 
З грудня 2014 р. по травень 2016 р. постановою Президії НАН України виконуючим обов’язки директора Інституту було призначено члена-кореспондента НАН України Гутлянського Володимира Яковича.
З червня 2016 р. директором Інституту було обрано доктора фізико-математичних наук Скрипніка Ігоря Ігорьовича.

## Наукові напрями діяльності
Проведення фундаментальних та прикладних наукових досліджень з метою одержання нових наукових знань у галузі математики, механіки й кібернетики та їх використання для практичних цілей за такими основними науковими напрямами діяльності:
- теорія диференціальних рівнянь з частинними похідними та операторів, конструктивна та геометрична теорія функцій, теорія випадкових процесів і математична статистика;
- динаміка твердого тіла, теорія стійкості та керування, механіка гірничих порід;
- моделювання, ідентифікація та розпізнавання керуючих систем.

## Відділи
В складі Інституту прикладної математики і механіки НАН України функціонує 4 відділи:
- відділ нелінійного аналізу та рівнянь математичної фізики;
- відділ теорії функцій;
- відділ прикладної механіки;
- відділ теорії керуючих систем.

## Наукові школи
В Інституті працюють відомі наукові школи:
- диференціальних рівнянь в частинних похідних, заснована акад. АН УРСР І.І.Данилюком і Я.Б.Лопатинським;
- комплексного аналізу, теорії конформних відображень і теорії наближень, заснована членом-кореспондентом АН УРСР Г.Д. Суворовим;
- теорії ймовірностей і математичної статистики, заснована членом-кореспондентом АН УРСР Й.І. Гіхманом;
- аналітичної механіки, заснована членом-кореспондентом НАН України П.В. Харламовим;
- математичних і технічних проблем кібернетики, заснована академіком РАПН, професором, д.т.н. А.М. Богомоловим.

## Видання Інституту[5]
- «Праці Інституту прикладної математики і механіки НАН України» (з 1997), з 1999 року реферується в європейському міжнародному реферативному журналі[6].
- «Український математичний вісник», англомовна версія якого публікується видавництвом Springer [Архівовано 18 лютого 2017 у Wayback Machine.] в «Journal of Mathematical Sciences (United States)»[7].